# جوشوا مارستون
جوشوا مارستون (انگلیسی: Joshua Marston؛ زادهٔ ۱۳ اوت ۱۹۶۸) یک کارگردان، و فیلم‌نامه‌نویس اهل ایالات متحده آمریکا است. وی بیش‌از همه برای کارگردانی و فیلم‌نامهٔ فیلم ماریا سرشار از برکت شهرت دارد.
وی در شهرستان لس‌آنجلس، کالیفرنیا به دنیا آمد و از دبیرستان بورلی هیلز فارغ‌التحصیل شد. مارستون در پاریس مدتی به عنوان کارآموز در مجله لایف مشغول به کار شد. سپس در طول جنگ خلیج فارس برای بخش خبری ای‌بی‌سی نیوز به فعالیت و تهیهٔ گزارش پرداخت.
او پس‌از بازگشت به ایالات متحده در سال ۱۹۹۴ میلادی، مدرک کارشناسی ارشد علوم سیاسی را از دانشگاه شیکاگو و قبل‌از آن مدرک تحصیلات تکمیلی کارشناسی ارشد هنرهای زیبا را از دانشگاه نیویورک کسب کرد.
مارستون کارگردانی یک قسمت از مجموعهٔ شش فوت زیر زمین و قسمت ۷ از مجموعه اتاق خبر را در سال ۲۰۱۲ میلادی برعهده داشت. کارگردانی بخشی از فیلم نیویورک، دوستت دارم نیز توسط وی انجام شد.
در سال ۲۰۱۱ میلادی فیلم وی به نام بخشش خون برای نخستین‌بار برای کسب جایزهٔ خرس طلایی در شصت و یکمین جشنواره بین‌المللی فیلم برلین به جمع مدعیان پیوست. و در نهایت، جایزهٔ خرس نقره‌ای بهترین فیلمنامه جشنواره را مشترکاً با آندامیون موراتاج، دریافت کرد.